# 宫泽喜一
宫泽喜一（日语：／ Miyazawa Kiichi，1919年10月8日—2007年6月28日），祖籍廣島縣福山市金江町，生於東京市，是日本政坛少有的先后担任过内阁四大要职（内阁官房长官、大藏大臣、外务大臣、通产大臣）的政治家，后担任日本第78任首相。
1993年6月，自民党的小泽一郎、羽田孜等人在一次关键性投票中的倒戈导致宫泽喜一政府垮台，继而由细川护熙组成了八党联合政府，宫泽喜一也成为55年体制下的最后一位首相。
後來再任大藏大臣，創下了戰後前首相再任大臣的先例。被稱為“平成時代之高橋是清”。随着大藏省在2001年被解散，宫泽喜一也成为最后一任大藏大臣。

## 生平
宮澤喜一生於1919年10月，為東京市山下汽船社員─宮澤裕之長子。本籍廣島縣福山市，母親為曾任司法大臣及鐵道大臣的立憲政友會眾議員小川平吉的二女。
1942年1月，加入大藏省成為公務員，1943年11月與伊地知庸子結婚，岳父為早稻田大學教授伊地知純正。
1945年，東久彌宮內閣成立後，與大平正芳一起任大藏大臣津島壽一的秘書官。1949年，任大藏大臣池田勇人的秘書官，亦在1951年隨行出席舊金山講和會議。1952年11月，池田勇人因回答社會黨議員時提出「中小企倒閉的不當發言」，變成了史上第一個被不信任的閣僚。宮澤有意辭任公務員，在池田勇人的力勸之下，參選第3屆日本參議院議員通常選舉廣島選舉區當選。
曾任參議院議院運營委員長後，在1962年初次入閣，出任第2次池田改造内閣經濟企畫廳長官，由於為池田的國民所得倍增計劃積極上媒體發言，漸有人氣。1965年，不連任參議院議員，1966年第一次佐藤內閣 (第三次改造)繼續出任經濟企畫廳長官，1967年轉跑道參選眾議員，在廣島縣第三區當選。此後漸漸官運亨通，歷任通商產業大臣、外務大臣、內閣官房長官等。

## 簡歷
- 1919年10月──為東京市山下汽船社員─宮澤裕之長子。
- 1941年12月──東京帝國大學法學部政治學科畢業
- 1942年1月──加入大藏省 （分配 大臣官房企劃課〈為替局兼職〉）
- 1943年11月──與伊地知庸子（岳父伊地知純正為早稻田大學教授）結婚
- 1945年8月──為津島壽一大藏大臣秘書官事務取扱（同時大平正芳亦為秘書官）
- 1949年1月──任池田勇人大藏大臣秘書官
- 1951年8月──為全權隨員出席舊金山講和會議
- 1953年4月──退職，參選参議院議員廣島地方選區、當選（～1965年7月）
- 1962年7月──任第2次池田改造内閣經濟企畫廳長官 （～1964年7月）
- 1966年12月──任第1次佐藤改造内閣經濟企畫廳長官（～1967年11月）
- 1967年2月──轉跑道出戰衆議院議員、當選（～2003年10月）
- 1970年1月──任第3次佐藤内閣的通商產業大臣（～1971年7月）
- 1974年12月──任三木内閣的外務大臣（～1976年9月）
- 1977年11月──任福田改造内閣經濟企畫廳長官
- 1980年7月──任鈴木内閣的内閣官房長官
- 1984年11月──任日本自民黨總務會長(總裁中曾根康弘)
- 1986年7月──任第3次中曽根内閣大藏大臣
- 1986年8月──就任宏池会（宮澤派）第5代會長
- 1987年11月──任竹下内閣的副總理兼大藏大臣
- 1988年12月──因涉入瑞克魯特事件而被迫辭去副總理並大臣大臣
- 1991年11月5日──當選自民黨總裁、內閣總理大臣
- 1993年4月──訪美時、史上第一次內閣總理大臣使用政府專用飛機。
- 1993年6月──因自民黨分裂使內閣不信任案成立，故把眾議院解散（世稱撒謊解散）後的總選舉，自民黨大敗失去執政權而辭職。
- 1998年8月──任小淵内閣的大藏大臣
- 2000年4月──留任森内閣大藏大臣。
- 2001年1月──因中央省廳再編任最後的大藏大臣及初代財務大臣（～4月）
- 2003年11月──眾議院大選，宣布不連任，退出政壇。
- 2007年6月28日──13時16分因年老之自然原因於東京都澀谷區神宮前之寓所去世，喪禮於7月1日舉行。

## 個人生活
父亲：宮澤裕。母亲：こと，小川平吉的二女儿。
- 二弟：宮澤弘（1921年9月-2012年5月），妻子是岸田正記的长女玲子。
  - 长子：宮澤洋一
- 三弟：宮澤泰（1923年8月生-2010年9月），妻子是児島喜久雄（日语：児島喜久雄）的女儿汪子。
  - 长女：ゆり
- 宮澤喜一於美國進修時與伊地知庸子結婚，兩人育有一女一子。
- 女儿宮澤啟子為企業代表，女婿則是曾任美國在台協會副處長、駐日代理大使及駐馬來西亞大使等職的外交官羅思德（Christopher J. Lafleur）。
- 儿子宮澤裕夫為建築師。
- 外孫女宮澤沙羅（英语：Sarah Miyazawa LaFleur）。
- 外孫女宫泽艾玛。

## 軼事
1992年宮澤喜一以國宴招待美國總統老布希，老布希因身體不適而嘔吐，正好直接吐在宮澤喜一的大腿上。
| 官衔                                            | 官衔                                                                                          | 官衔                                |
| ----------------------------------------------- | --------------------------------------------------------------------------------------------- | ----------------------------------- |
| 財務省                                          |                                                                                               |                                     |
| 前任： 職位創建                                 | 財務大臣 2001年1月6日－2001年4月26日                                                          | 繼任： 鹽川正十郎                   |
| 大藏省                                          |                                                                                               |                                     |
| 前任： 松永光 竹下登                            | 大藏大臣 1998年7月30日－2001年1月6日 1986年7月22日－1988年12月9日                             | 繼任： 職位廢止 竹下登              |
| 農林水產省                                      |                                                                                               |                                     |
| 前任： 田名部匡省                               | 農林水產大臣 1993年8月4日－1993年8月9日                                                       | 繼任： 畑英次郎                     |
| 郵政省                                          |                                                                                               |                                     |
| 前任： 小泉純一郎                               | 郵政大臣 1993年7月20日－1993年8月9日                                                          | 繼任： 神崎武法                     |
| 內閣                                            |                                                                                               |                                     |
| 前任： 海部俊樹                                 | 內閣總理大臣 1991年11月5日－1993年8月9日                                                      | 繼任： 細川護熙                     |
| 前任： 金丸信                                   | 副總理 1987年11月6日－1988年12月9日                                                           | 繼任： 無 下一相同頭銜：渡邊美智雄  |
| 前任： 伊東正義                                 | 內閣官房長官 1980年7月17日－1982年11月27日                                                    | 繼任： 後藤田正晴                   |
| 經濟企畫廳                                      |                                                                                               |                                     |
| 前任： 倉成正 佐藤榮作（代理） 池田勇人（代理） | 長官 1977年11月28日－1978年12月7日 1966年12月3日－1968年11月30日 1962年7月18日－1964年7月18日 | 繼任： 小坂德三郎 菅野和太郎 高橋衛 |
| 外務省                                          |                                                                                               |                                     |
| 前任： 木村俊夫                                 | 外務大臣 1974年12月9日－1976年9月15日                                                         | 繼任： 小坂善太郎                   |
| 通商產業省                                      |                                                                                               |                                     |
| 前任： 大平正芳                                 | 通商產業大臣 1970年1月14日－1971年7月5日                                                      | 繼任： 田中角榮                     |

| 議會席位                      | 議會席位                                      | 議會席位                              |
| ----------------------------- | --------------------------------------------- | ------------------------------------- |
| 前任： 齋藤昇                 | 日本參議院議院營運委員長 1961年－1962年       | 繼任： 小澤久太郎                     |
| 政党职务                      |                                               |                                       |
| 前任： 海部俊樹               | 日本自由民主黨總裁 第15任：1991年－1993年     | 繼任： 河野洋平                       |
| 前任： 金丸信                 | 日本自由民主黨總務會長 第28任：1984年－1986年 | 繼任： 安倍晉太郎                     |
| 前任： 鈴木善幸               | 宏池會會長 第5任：1986年－1998年              | 繼任： 加藤紘一                       |
| 外交職務                      |                                               |                                       |
| 前任： 赫爾穆特·科爾 （德國） | 七大工業國組織輪值主席 1993年                 | 繼任： 西爾維奧·貝盧斯科尼 （意大利） |